# La Muta
La Muta (en français : La Muette ou Portrait d'une jeune femme) est un tableau de Raphaël, datant de 1507-1508 conservée à la Galleria Nazionale delle Marche à Urbino (en Italie).

## Histoire
L'identité du commanditaire est inconnue. Le tableau a été longtemps conservé au Musée des Offices avant d'être confié à la Galleria Nazionale delle Marche.    
Ce tableau fait partie, avec La Flagellation et  Madonna di Senigallia de Piero della Francesca, du vol au palais ducal du 6 février 1975 (les tableaux ont été  retrouvés en mars 1976 à Locarno - Suisse).

## Description
L'image représente le personnage en buste de trois quarts, le visage tourné vers le spectateur,  les mains croisées.
Le rendu des grandes zones de couleurs qui apparaissent à l'arrière-plan dans des tons plus clair, et la représentation des détails du vêtement de la femme sont des caractéristiques de Raphaël. 

## Analyse
Ce portrait d'une femme noble inconnue, sur un fond presque noir, montre les influences léonardesques.
L'effet décoratif du détail est compensée par une gamme limitée de tons de couleur qui unifie la composition dans son ensemble. 
Une analyse aux rayons X a révélé, sous la peinture, la présence d'une autre composition de Raphaël, une jeune femme, dont le visage aux traits doux, a fait l'objet de modifications successives.

### Attribution à Raphaël
Ce n'est que récemment que le tableau a été attribué à Raphaël et classé parmi l'un des meilleurs portraits exécutés par l'artiste.

## Sources
- (en) Cet article est partiellement ou en totalité issu de l’article de Wikipédia en anglais intitulé « Portrait of a Young Woman (La Muta) » (voir la liste des auteurs).